# Ga An Cựu
Trạm An Cựu là một trạm đường sắt cũ trên tuyến đường sắt Bắc Nam nằm tại phường An Cựu, thành phố Huế. Trạm An Cựu nằm giữa hai nhà ga là ga Huế và ga Hương Thủy.